# Cystingarhiza
Cystingarhiza es un género de foraminífero bentónico de la subfamilia Astrorhizinae, de la familia Astrorhizidae, de la superfamilia Astrorhizoidea, del suborden Astrorhizina y del orden Astrorhizida. Su especie-tipo es Cystingarhiza mawsonae. Su rango cronoestratigráfico abarca el Emsiense (Devónico inferior).

## Discusión
Clasificaciones previas incluían Cystingarhiza en el suborden Textulariina y en el orden Textulariida

## Clasificación
Cystingarhiza incluye a las siguientes especies:
- Cystingarhiza mawsonae